# Odontoscapus cultivatis
Odontoscapus cultivatis är en stekelart som först beskrevs av Smith.  Odontoscapus cultivatis ingår i släktet Odontoscapus och familjen bracksteklar. Inga underarter finns listade i Catalogue of Life.